# Споменик Дванаест беба у Бањалуци
Споменик Дванаест беба је споменик подигнут у сјећање на дванаест бањалучких беба које су умрле 1992. године због недостатка кисеоника. Споменик се налази у центру Бањалуке испред Музеја савремене умјетности Републике Српске.
Ратне, 1992 године Комитет за санкције Савјета безбједности УН је отезао са дозволом да се из Београда допреми кисеоник до бањолучког породилишта, а трагичне посљедице тог отезања биле су да је, од 14 беба којима је био неопходан кисеоник, 12 преминуло. У Одјељењу за интензивну његу бањалучког породилишта, од 22. маја до 19. јуна 1992. умрло је 12 беба.
Потребан кисеоник било је немогуће доставити копненим путем до Бањалуке због блокаде праваца према Србији, па је једина алтернатива била ваздушни пут, али због увођења санкција Савезној Републици Југославији од стране Савета безбедности, авиону који је требало да из Београда достави кисеоник за Бању Луку није био дозвољен лет.

## Скулптура „Живот“
Скулптура која представља централни дио споменика је названа „Живот“, и дјело је српске вајарке Маје Милић-Алексић. Скулптура „Живот“ представља мајчину утробу и прекинути круг живота. Унутар круга се налази дванаест покретних листова који симболизију дванаест срца умрлих беба.

Споменик је изграђен од висококвалитетног материјала, а изграђене су и прилазне стазе и плоче са освјетљењем. Постављења је и легенда исписана на српском и енглеском језику.

Ово спомен-обиљежје представља симбол мира и бриге, те антиратну поруку, која говори да сви неспоразуми треба да се рјешавају дијалогом.

Нека знају сви да ниједну ноћ у ових 20 година нисам заспала мирно, а да нисам помислила на своје уснуло чедо. Ми, мајке настрадале дјеце, држаћемо се заклетве и док смо живе причаћемо о страхоти која нам се десила, како би људи сазнали о злу и нечовјештву страних моћника, поручила је једна од мајки страдалих беба.  — Жељка Тубић, за "РТРС" 22. мај 2012.
То је било вријеме када је недостајао разум на свим странама. Тај велики свијет, у који смо тада имали повјерења, показао се потпуно нехуманим, јер је само један телефонски позив могао спасити ову дјецу, тиме што би био одобрен лет авиона са кисеоником, подсјетио је предсједник Републике Српске Милорад Додик.   — Милорад Додик, за "РТРС" 22. мај 2012.

## Подаци о умрлим бебама
Следи преглед података о умрлим бебама:
| Име мајке          | Пол    | Рођење       | Смрт        | Име бебе |
| ------------------ | ------ | ------------ | ----------- | -------- |
| Душанка Ђукелић    | мушко  | 22. 5. 1992. | 22. 5.1992. | Ненад    |
| Живка Кнежевић     | мушко  | 22. 5. 1992. | 23. 5.1992. | Никола   |
| Фата Дедић         | мушко  | 23. 5. 1992. | 27. 5.1992. | -        |
| Жељка Тубић        | мушко  | 19. 5. 1992. | 28. 5.1992. | Бојан    |
| Зилха Мурица-Делић | женско | 1. 6. 1992.  | 1. 6.1992.  | -        |
| Нађа Пушкар        | женско | 29. 5. 1992. | 1. 6.1992.  | Раиса    |
| Сафета Медић       | женско | 26. 5. 1992. | 2. 6.1992.  | Емина    |
| Драгослава Марић   | мушко  | 3. 6. 1992.  | 5. 6.1992.  | Данијел  |
| Драгица Комљеновић | женско | 24. 5. 1992. | 7. 6.1992.  | Душана   |
| Милена Сандић      | женско | 15. 6. 1992. | 16. 6.1992. | Радијана |
| Маида Ђуран        | мушко  | 17. 6. 1992. | 17. 6.1992. | Маид     |
| Грозда Рауш        | мушко  | 28. 5. 1992. | 19. 6.1992. | Владимир |

## „Коридор живота”
У Посавини је 1992. године организована и спроведена једна од највећих војних и хуманитарних операција Војске Републике Српске. Усмјерена је била на пробој коридора према Србији и стварању јединствене територије Републике Српске. Западни дио РС почела је да захвата несташица хране и лијекова а у бањолучком породилишту је умрло 12 беба. Ова операција, у продуженом периоду трајала је од љета до октобра 1992. године, мада је већ након прва три дана операције коридор пробијен.

## Историја
Споменик је подигнут на иницијативу Организације породица заробљених и погинулих бораца и несталих цивила Републике Српске, а откривен 23. децембра 2008. године. Споменик су открила браћа и сестре умрлих беба, а њихови родитељи су полижили букет од 12 бијелих ружа и триаестом бијелом ружом посвећеној Слађани Кобас, која је преминула 14 година касније.
Улица у насељу Паприковац у којој се налази Клинички центар Бањалука носи назив „Дванаест беба“. Гроб Дванаест беба се налази на Новом гробљу у Бањој Луци.

## Порука
На крају текста који се налази на табли испред споменика преминулим бебама стоји и порука - Зато, не заборавимо овај страшни злочин и спријечимо сваки будући!

## Галерија
- Гроб Дванаест беба на Новом гробљу у Бањој Луци